# Nieuw Amsterdam (creuer)
El Nieuw Amsterdam és un vaixell de passatgers de la companyia de creuers Holland America Line, que navega amb bandera dels Països Baixos.
Fou acabat de construir l'any 2009 a Fincantieri, Marghera, Itàlia. És el vaixell germà de l'Eurodam, tot i que incorpora més cabines amb balcó a la coberta 11. Té eslora de 285 m, mànega de 32 m, amb 11 cobertes. Nominalment accepta 2106 passatgers i 929 tripulants. Entre abril i octubre sol fer rutes pel Mar Mediterrani i a l'hivern fa el Mar Carib. Entre els seus ports base hi ha Barcelona i Venècia.